# Sveriges föreningar
Sveriges föreningar är ett svenskt förbund för lokala, kommunomfattande, paraplyorganisationer. Förbundet arbetar med att stödja dessa organisationer och föra deras talan på nationell nivå.
Förbundet bildades 2005, och har idag 29 medlemsorganisationer.